# Даянов, Рафаэль Маратович
Рафаэ́ль Мара́тович Дая́нов (30 декабря 1950, Ленинград — 18 января 2021, Санкт-Петербург) — советский и российский архитектор-реставратор, старший преподаватель Санкт-Петербургской Академии художеств, профессор Международной академии архитектуры (Московское отд.), Заслуженный строитель РФ (2005).

## Биография
Семья Рафаэля Даянова проживала в Ленинграде, дедушка Назыфьян и бабушка Салиха Даяновы работали на Ижорских заводах. Дедушка погиб во время Великой Отечественной войны в ходе обороны этих заводов; был похоронен в Колпино. Бабушка с тремя дочерями (Халимой, Рашидой и Миной, мамой Рафаэля Даянова) находилась в эвакуации, после окончания войны вернулась в Ленинград. Рафаэль родился в 1950 году. Занимался рисованием во Дворце пионеров и школьников, затем в художественной школе и Ленинградском архитектурном техникуме, проходил практику в институте ЛенНИИпроект.
В 1980 году окончил Ленинградский институт живописи, скульптуры и архитектуры им И. Е. Репина по специальности «архитектор-художник». Позже стажировался в мастерской Алексея Григорьевича Лелякова в институте «Ленпроект», которая специализировалась на реставрации памятников архитектуры. Далее работал 10 лет в Художественном фонде РСФСР. Затем 2 года занимался интерьерами архитектурных памятников в Ленинградском отделении Ассоциации «Фонд молодёжной инициативы» КМО «Смена» Леноблисполкома и обкома ВЛКСМ. В 1991 году создал и 30 лет (до конца своей жизни) был руководителем проектной организации «Архитектурное бюро „Литейная часть-91“». В 2007 году окончил Северо-Западную академию государственной службы.
С 2008 года преподавал в Академии художеств, где читал лекции по введению в реставрацию. В Санкт-Петербургском государственном университете и в Санкт-Петербургской художественно-промышленной академии им. А. Л. Штиглица выступал рецензентом проектных дипломов, являлся членом редколлегий журнала «Реликвия» и «Архитектурного ежегодника» Санкт-Петербурга.
Состоял и участвовал в работе профессиональных и общественных организаций: Союзе архитекторов России, правлении Санкт-Петербургского Союза архитекторов, секции (будучи её председателем) «Реконструкции и приспособлению памятников архитектуры» Градостроительного Совета при Правительстве Санкт-Петербурга, Совете по сохранению культурного наследия при Правительстве Санкт-Петербурга, Союзе реставраторов Санкт-Петербурга и Союзе строительных организаций и объединений, экспертном совете Всемирного клуба петербуржцев.

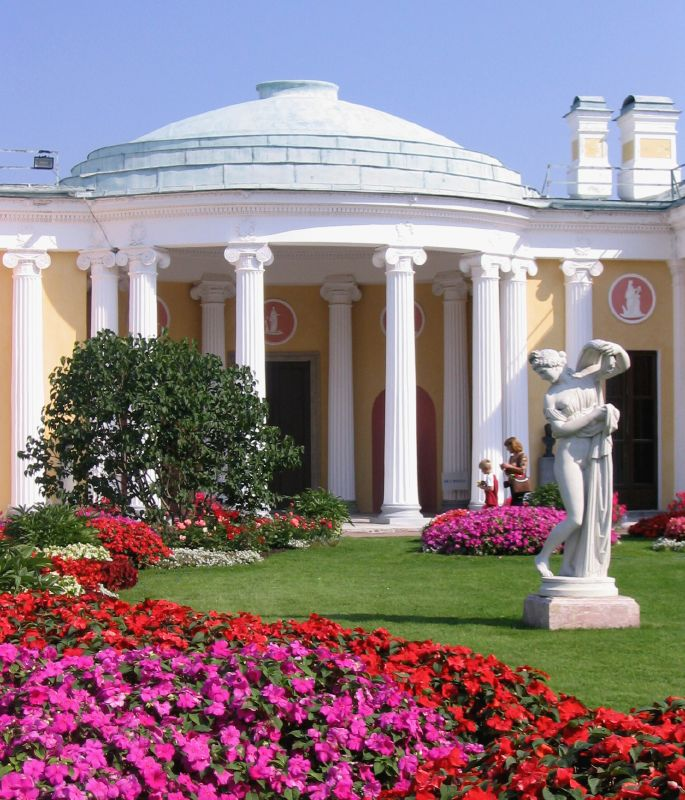
Павильон «Холодная баня с Агатовыми комнатами» (Царское Село, реставрация)

Участвовал в воссоздании утраченных в советское время памятников архитектуры: Церковь Рождества Христова на Песках и Церковь Смоленской иконы Божией Матери в Пулково.
Занимался воссозданием иконостаса Домовой церкви Мариинского дворца и его фасадов, реставрацией интерьеров особняка Е. К. Гаусвальда, дома Трезини на Университетской набережной, доходного дома М. И. Вавельберга, Варшавского вокзала, павильона «Холодная баня» («Агатовые комнаты») в ГМЗ «Царское село», интерьеров Государственного Эрмитажа, Мраморного дворца, из новых построек — в неоклассическом стиле деловой многофункциональный комплекс «Морская резиденция» на Васильевском острове, также участвовал в создании монумента российским матросам крейсера «Аврора» в Бангкоке (Таиланд). Принимал участие в международных и российских архитектурных выставках и конкурсах, в том числе и в качестве члена жюри.
В статье, посвящённой творчеству Рафаэля Даянова (сайт Союза реставраторов Санкт-Петербурга), отмечалось:
Рафаэль Даянов получил признание как один из лучших специалистов в области реставрации архитектурного наследия города на Неве.
Был раскритикован градозащитниками за разбор и воссоздание Дворца культуры и техники имени В. П. Капранова.
Своё отношение к реставрационно-проектной деятельности Рафаэль Маратович формулировал так:
А ценность памятников не всегда бесспорна, но для архитектора-реставратора не важно, каков объект реставрации. Как только ты к нему приступаешь, то забываешь про свое «я». Плохо ли, хорошо ли с нашей точки зрения был нарисован проект автором, мы должны сделать, как это было задумано. Иначе через 20 лет потомки скажут: «Почему так? Это же было искусство, срез времени, а вы не поняли»... Когда спокойно, методично работаешь, это больше удовлетворяет, чем штурмы или прорывы. Если моими руками осуществляется связь времен в архитектуре, то это и есть мое жизненное предназначение.
За личный вклад в восстановление исторических зданий, имеющих большую архитектурную ценность Рафаэлю Маратовичу были присвоены почётные звания: в 2005 году — Заслуженный строитель России, в 2011 году — Почётный реставратор Санкт-Петербурга.
Умер 18 января 2021 года, похоронен на кладбище в посёлке Комарово (Санкт-Петербург).
Семья: жена — Елена Николаевна Скрылёва (Почётный реставратор Санкт-Петербурга), дочь Виктория и внучка Эльвина.

## Участие в выставках
- VI Биеннале «Архитектура Петербурга», 2017 год, Санкт-Петербург[18]
- XVI Венецианская архитектурная биеннале, 2018 год, Италия (проект восстановления Павловского вокзала)[19]
- III Всероссийский фестиваль «Архитектурное наследие 2020», Санкт-Петербург, Золотой диплом (в номинации «Реализованные проекты реставрации объектов архитектурного и ландшафтного наследия и приспособления их к современным условиям»)[20]

## Жюри конкурсов
- Конкурс молодых архитекторов «Петербург: новый взгляд», г. Санкт-Петербург, 2012 год, член жюри[21]
- II открытый архитектурно-дизайнерский конкурс «Золотой Трезини», г. Санкт-Петербург, 2019 год, член жюри[22]

## Научно-практическая и просветительская деятельность
- «Архитектура звука», презентация проекта концертного зала Мариинского театра, 2011 год, Санкт-Петербург[23]
- Лекция «Архитектура советских кинотеатров. Кинотеатр „Москва“ и творчество архитектора Л. М. Хидекеля», 2016 год, Санкт-Петербург[24]
- Семинар «Уходящая натура: проблемы сохранения дачной архитектуры побережья Финского залива», 2016 год, Санкт-Петербург[25]

## Награды и признание
- Медаль «В память 300-летия Санкт-Петербурга» (2003)
- Заслуженный строитель Российской Федерации (2005)[26]
- Почётный реставратор Санкт-Петербурга III степени (2011)[27]
- Профессор Международной академии архитектуры (Московское отд.)[28]
- Лауреат Президентской стипендии (творческие работники литературы, искусства и творческие союзы)[29]

## СМИ

### Публицистика
Рафаэль Маратович Даянов был автором статей (около 40) по вопросам сохранения и реставрации памятников архитектуры, среди них:
- Рафаэль Даянов. Воссоздание церкви Кваренги[31]
- Р. М. Даянов, А. М. Залманзон. Западный павильон Каменноостровских оранжерей — забытое произведение Луиджи Руска[32]
- Даянов Р. М. Колокольня Смольного монастыря — несостоявшаяся доминанта Санкт-Петербурга[33]
- Даянов Рафаэль Маратович, Залманзон Анна Михайловна. Исторические иконостасы церкви Рождества Христова на Песках[34]
- Даянов Р. М., Залманзон А. М. Кинотеатр «Москва» Л. М. Хидекеля. Судьба идеи[35].
- Рафаэль Даянов. История Павловского музыкального вокзала[36]
- Даянов Р. М., Залманзон А. М. Крестовский остров: проблемы градостроительного развития[37]

### Статьи
- Планируется реконструировать дворы Михайловского дворца и мастерские Михайловского театра (2017)[38]
- Эскизный проект реставрации Апраксина двора одобрили в Смольном (2017)[39]
- Реконструкция здания Конюшенного ведомства решит экологическую задачу (2019)[40]
- Общественное пространство в «Никольских рядах» планируют открыть этим летом (2020)[41]

### Телевидение
- ТВ Город+. В Северной столице могут возвести колокольню Смольного собора (2019)[42]
- Телеканал «Санкт-Петербург». Пульс города. Несбывшиеся высотки Ленинграда (2020)[43]